# Neil Armstrong
Neil Armstrong (anglès: Neil Alden Armstrong)  (Wapakoneta, 5 d'agost de 1930 - Cincinnati, 25 d'agost de 2012) fou un pilot d'avió, astronauta, pilot de proves, enginyer aeronàutic, professor d'universitat i aviador naval estatunidenc. Va ser la primera persona que va caminar sobre la Lluna.
El 1962 Armstrong va ser seleccionat per la NASA com a astronauta. Va servir com a pilot comandant de reemplaçament per a la missió Gemini 5 el 1965. El seu primer vol espacial va ser a bord de la nau Gemini 8 el 1966, de la qual va ser comandant, sent un dels primers ciutadans americans a volar a l'espai (Joseph Albert Walker va ser el primer ciutadà americà a anar-hi, a bord del vol 90 de l'X-15 pocs anys abans). En aquesta missió espacial, va fer la primera maniobra d'acoblament de dues naus espacials juntament amb David Scott. Malauradament la missió es va avortar poc després de l'acoblament per un mal funcionament dels impulsors de maniobra. El mateix any va ser el pilot comandant de reserva per a la missió Gemini 11. El 1968 va ser el comandant de la tripulació de reserva de la missió orbital Apollo 8. Armstrong va estar a punt de morir durant un entrenament en un vehicle de recerca lunar (LLRV) el 6 de maig de 1969.
El segon i últim vol espacial d'Armstrong va ser com a comandant de l'Apollo 11, que aterrà a la Lluna el 20 de juliol de 1969. En aquesta missió, Armstrong i Buzz Aldrin van descendir del mòdul lunar i van passar dues hores i mitja explorant la Lluna mentre Michael Collins romania en òrbita en el mòdul de comandament. Armstrong va rebre la Medalla d'Honor del Congrés dels Estats Units.

## Primers anys
Armstrong va néixer el 5 d'agost de 1930 prop de Wapakoneta (Ohio) i era fill de Stephen Koenig Armstrong i Viola Louise Engel, d'ascendència escocesa i alemanya. A l'edat de només dos anys ja va mostrar un gran interès pels avions, quan el seu pare el va portar a les carreres nacionals aèries d'Ohio. El seu interès es va intensificar a sis anys quan va realitzar el seu primer vol en un aeroplà Ford Tri-Motor, o "oca d'estany" com l'anomenaven informalment. Des d'aquell moment, va tenir una gran fascinació per l'aviació.
A l'edat de quinze anys, Armstrong va començar a prendre lliçons de vol en un aeroport situat al nord de la població de Wapakoneta, on realitzava diversos treballs pel poble i a l'aeroport per guanyar diners i pagar així les lliçons en un Aeronca Champion. A l'edat de 16 anys, fins i tot abans d'haver passat l'examen de conduir, ja era estudiant de pilot. Va rebre la llicència abans de graduar-se de l'Escola de Secundària Blume a Wapakoneta, l'any 1947.
Tan bon punt Armstrong es va graduar dels estudis secundaris va rebre una beca de la Marina dels Estats Units. Posteriorment es va inscriure a la Universitat Purdue i va començar els seus estudis d'enginyeria aeronàutica; allà va ser membre de la Phi Delta Theta i la Kappa Kappa Psi, dues fraternitats al servei de la universitat. El 1949 la Marina el va cridar per complir amb el servei militar, i es va convertir en aviador. El 1950 va ser enviat a la guerra de Corea.

## De pilot a astronauta

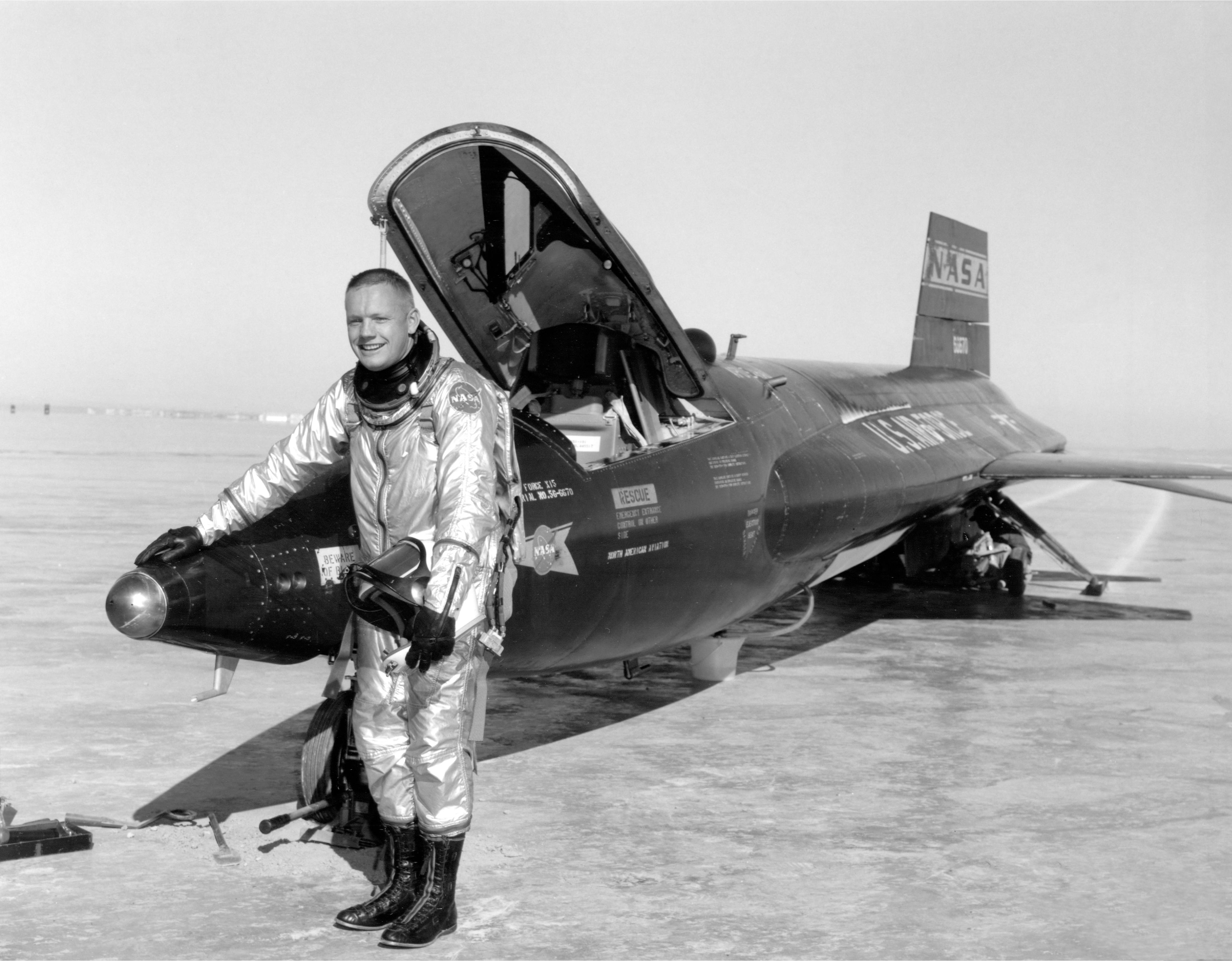
Armstrong de pilot amb un X-15, 1960.

Va servir a la Guerra de Corea. El 1950, va ser enviat a Corea on va volar en 78 missions de combat des del portaavions USS Essex en un Grumman F9F Panther. Va rebre la Medalla de l'Aire i dues Estrelles Daurades.
Després d'haver reunit suficient experiència en la Marina, el 1952 Armstrong es va unir al Comitè Consultiu Nacional d'Aeronàutica (NACA). La seva primera tasca la va desenvolupar al Centre d'Investigacions Lewis, prop de Cleveland, Ohio. En els següents 17 anys va treballar d'enginyer, pilot de proves, astronauta i administrador de la NACA i l'agència successora, l'Administració Nacional per a l'Aeronàutica i l'Espai (NASA).
Cap a mitjans de la dècada del 1950, Armstrong es va traslladar al Centre de Vols Edwards de la NASA a Califòrnia, on es va convertir en pilot d'investigacions en moltes de les aeronaus de gran velocitat, incloent-hi el conegut North American X-15, avió que arribava a una velocitat de més de 6.300 quilòmetres per hora. Armstrong va volar amb més de 200 models diferents d'avions, incloent-hi avions de reacció, coets, helicòpters i planadors. Mentrestant, buscava assolir els estudis de graduació, per la qual cosa va rebre un màster en ciències d'enginyeria aeroespacial de la Universitat del Sud de Califòrnia.
Armstrong va esdevenir llavors pilot de proves de la NACA a l'estació de vol d'alta velocitat del Centre de Recerca de Vol Dryden, ubicat a la base de les forces aèries d'Edwards a Califòrnia. Armstrong va realitzar un total de set vols en prototip North American X-15, assolint una alçada de 207.500 peus (més de 63 quilòmetres) i velocitats Mach 5,74 (més de 7.000 km/h.) en el X-15-1. Va deixar el Centre de Recerca de Vol amb un total de 2.450 hores de vol.
Del 1960 al 1962 va estar involucrat com a pilot en el programa de planejador orbital X-20 Dyna-Soar.

## Carrera com a astronauta

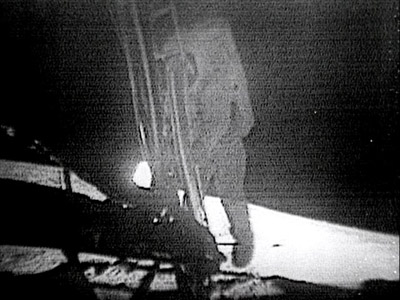
Fotograma de la transmissió televisiva del moment en què Armstrong està a punt de posar el peu a la Lluna.

El 1958, va ser seleccionat com l'home de la Força Aèria Estatunidenca que participaria en el programa espacial MISS (Man In Space Soonest). El novembre de 1960 Armstrong va ser triat com a part del grup assessor del Boeing X-20 Dyna-Soar, un avió militar espacial, i el 15 de març de 1962 va ser seleccionat com un dels sis pilots enginyers que volaria amb l'avió espacial quan aquest sortís del tauler de disseny.
En els mesos posteriors a l'anunci de la selecció d'un segon grup d'astronautes per la NASA, va anar entusiasmant amb les perspectives del programa Apollo i de la recerca del nou sector aeronàutic. La inscripció d'Armstrong per a ser astronauta havia arribat una setmana més tard de la data límit de l'1 de juny de 1962, però Dick Day, amb qui Armstrong havia treballat estretament al "Centre de naus espacials tripulades" a Edwards, Califòrnia, va recol·locar la sol·licitud a la pila abans que ningú se n'adonés. A Brooks City-Base, a finals de juny, es va sotmetre a un examen mèdic que molts dels aspirants descrivien com dolorós i aparentment sense sentit.
El 13 de setembre de 1962, Donald Kent Slayton va preguntar a Armstrong si estava interessat a unir-se a la NASA com a part del segon grup de 9 astronautes que la premsa va anomenar com "New Nine", i sense dubtar, Armstrong va dir que sí. Les seleccions es va mantenir en secret fins tres dies després, tot i que havia circulat el rumor des de mitjans d'estiu que seria seleccionat com el "primer astronauta civil". Armstrong va ser un dels dos pilots civils seleccionats per al segon grup, l'altre pilot civil fou Elliot See que, igual que Armstrong, era aviador naval. Armstrong no es va convertir en el primer civil a viatjar a l'espai, ja que els russos havien llençat el Vostok 6 el 16 de juny de 1963 amb Valentina Tereixkova a bord, una treballadora del tèxtil i paracaigudista amateur.

### Missió Gemini

#### Gemini 8
Les tasques de la tripulació del Gemini 8 es van anunciar el 20 de setembre de 1965, amb Armstrong com a comandant i Scott i David com a pilots. Scott va ser el primer membre del grup d'astronautes a rebre una assignació de la tripulació principal. La missió, força complexa, fou llançada el 16 de març de 1966 amb trobada i amb l'acoblament amb el vehicle no tripulat Agena com a objectiu, i la segona activitat extravehicular (EVA) de Scott. En total, la missió va ser planejada per durar 75 hores i 55 òrbites. Després que l'Agena es va enlairar a les 10 del matí EST, el vol Titan II que dugué a Armstrong i Scott s'enlairà a les 11:41:02 am EST, per entrar en òrbita des d'on s'efectuaria l'acoblament amb l'Agena.

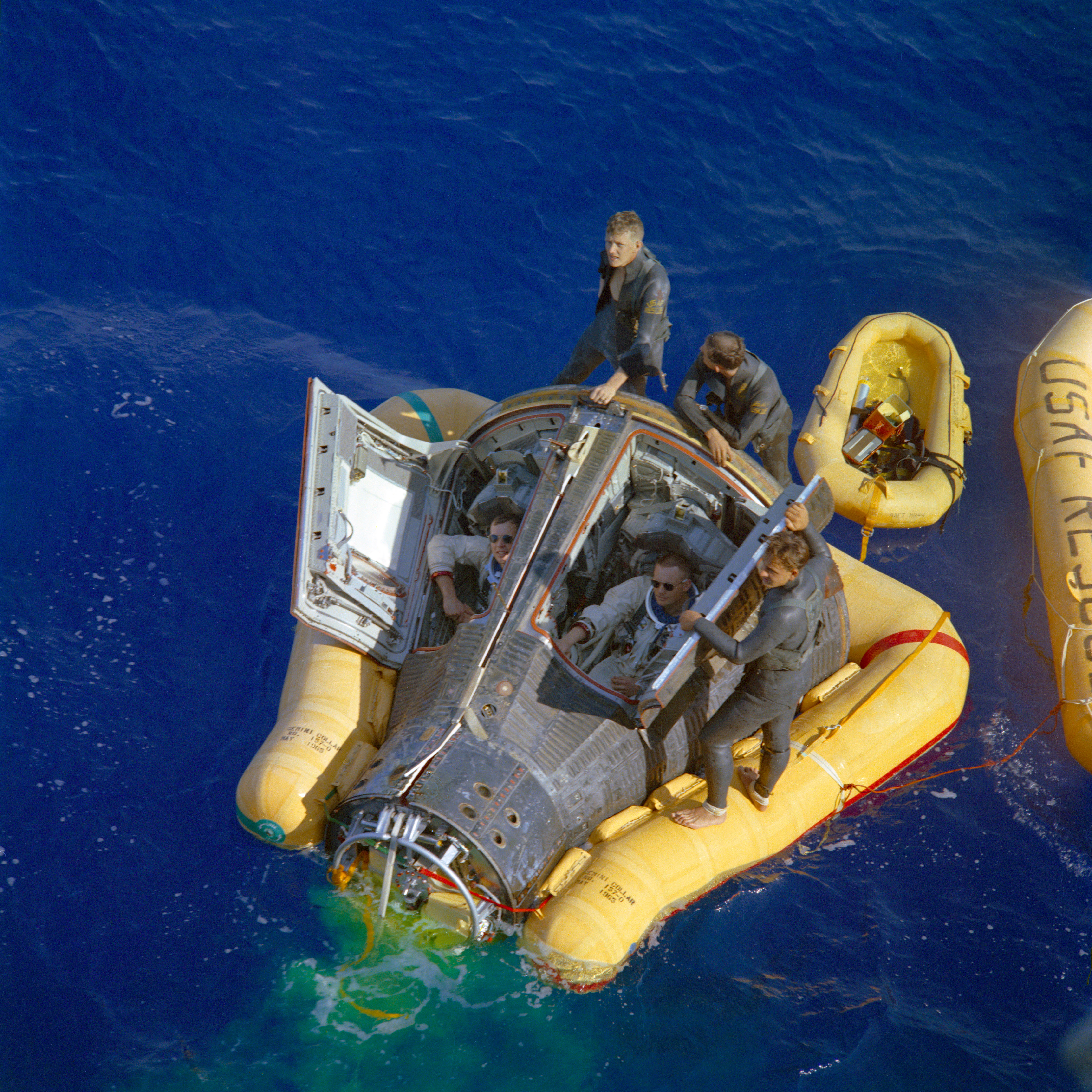
Recuperació de la nau Gemini 8 des de l'oceà Pacífic occidental

La trobada i primer acoblament entre dues naus espacials es va completar amb èxit després de 6,5 hores en òrbita. El contacte amb la tripulació va ser intermitent a causa de la manca d'estacions de seguiment que cobrien l'òrbita completa. Sense contacte amb la Terra, la nau espacial acoblada va començar a rodar, i Armstrong va intentar corregir la trajectòria amb l'Orbital Attitude and Maneuvering System (OAMS) de la nau espacial Gemini. Seguint el consell del Control de Missions, va desacoblar, però es va trobar que el gir va augmentar dramàticament fins al punt en què voltaven un cop per segon, cosa que significa que el problema era en el control de la Gemini. Armstrong va decidir que l'única opció era comprometre el Sistema de Control de Reentrada (RCS) i desactivar l'OAMS. Les ordres de la missió indicaven que un cop aquest sistema s'encenia, la nau hauria de tornar en la pròxima oportunitat possible. Es va pensar més tard que el cablejat malmès feia que un dels propulsors es quedés encallat.
En l'oficina d'astronautes unes persones, entre elles Walter Cunningham, van declarar públicament que Armstrong i Scott havien ignorat els procediments de funcionament per a aquest tipus d'incident, i que Armstrong podria haver salvat la missió si hagués girat un dels dos anells de RCS i guardar l'altre per als objectius de la missió. Aquestes crítiques no tenen fonament perquè no hi havia procediments escrits de mal funcionament i només era possible girar els dos anells de RCS, no es podien desacoblar. Gene Kranz, va escriure, "l'equip va reaccionar, ja que van ser entrenats, i que va reaccionar malament perquè els entrenaments estaven equivocats." Els planificadors de la missió i els controladors no van tenir en compte que quan dues naus espacials s'acoblen ha de ser considerades com una única nau espacial.
Armstrong es va deprimir perquè la missió es va interrompre cancel·lant la majoria dels objectius de la missió i Scott no va fer el seu EVA.

#### Gemini 11
La darrera assignació d'Armstrong durant el programa Gemini va ser com a pilot de reserva de la Gemini 11, i es va anunciar dos dies després de l'aterratge de la Gemini 8. Després d'haver entrenat durant dos vols, Armstrong coneixia molt bé els sistemes i va assumir un paper de formador per al pilot novell, William Anders. El llançament va ser el 12 de setembre de 1966 amb Pete Conrad i Dick Gordon a bord, mentre que Armstrong va estar al control de vol. La missió va completar amb èxit els seus objectius.
Després del vol, el president Lyndon B. Johnson va preguntar a Armstrong i la seva dona per prendre part en una gira de bona voluntat de 24 dies per Amèrica del Sud. Durant la gira al Paraguai, Armstrong deixà impressionats els dignataris per la salutació en el seu idioma local, el guaraní, al Brasil, va parlar sobre les gestes d'Alberto Santos-Dumont, nascut al Brasil, que va ser considerat el primer home a volar amb una màquina més pesada que l'aire, donant un revés a les aspiracions dels germans Wright, aconseguint la fita amb el seu Santos-Dumont 14-bis.

### Programa Apollo
El 27 de gener de 1967, la data del foc a l'Apollo 1, Armstrong es trobava a Washington DC, amb Gordon Cooper, Dick Gordon, Jim Lovell i Scott Carpenter per a la signatura del Tractat de les Nacions Unides de l'espai ultraterrestre. Els astronautes van estar conversant amb els dignataris reunits fins a les 18.45 h. Carpenter es va dirigir a l'aeroport, i els altres van tornar a la fonda de Georgetown, on cada un d'ells va trobar missatges al telèfon del Centre de naus espacials tripulades. Es van assabentar de la mort de Gus Grissom, Ed White i Roger Chaffee durant aquestes trucades telefòniques. Armstrong i el grup va passar la resta de la nit bevent whisky i discutint el que havia passat.
El 5 d'abril de 1967, el mateix dia que la investigació de l'Apollo 1 va donar a conèixer el seu informe sobre el foc, Armstrong es va reunir amb 17 astronautes per a una reunió amb Deke Slayton. El primer que Slayton va dir va ser: "Els nois que volaran les missions lunars primer són els nois en aquesta sala." D'acord amb Eugene Cernan, Armstrong no va mostrar cap reacció a la declaració. Per Armstrong no va ser cap sorpresa: l'habitació estava plena de veterans del Projecte Gemini, les úniques persones que podien volar en missions lunars. Slayton va parlar sobre les missions previstes i va nomenar Armstrong dins la tripulació de reserva per a l'Apollo 9, que en aquell moment va ser planejada per fer una prova de l'òrbita terrestre mitjana del Mòdul Lunar Module-Command/Service. Després dels retards de disseny i fabricació en el mòdul lunar (LM),es van intercanviar els equips dels Apollo(8-9). Basant-se en l'esquema de rotacions de la tripulació, Armstrong esdevingué comandant de l'Apollo 11.
Per a intentar donar experiència als astronautes amb la manera en què el LM volaria en el seu descens final d'aterratge, la NASA va encarregar a Bell Aircraft construir dos vehicles lunars de proves d'aterratge (LLRT), després augmentada amb tres vehicles d'entrenament d'aterratge lunar (LLTV). L'anomenat "Armadures de llit voladora", simula la Lluna que té una sisena part de la gravetat de la Terra, mitjançant l'ús d'un motor turboventilador per a contrarestar les altres cinc sisenes parts de sobrepès de la nau. El 6 de maig de 1968, a uns 100 peus (30 m) d'altura, Armstrong perdé el control per un defecte dels controls i la LLTV començà a caure. Armstrong s'ejectà amb èxit (més endavant l'anàlisi va suggerir que si l'hagués expulsat 0,5 segons més tard, el paracaigudes no s'hauria obert a temps). La seva única lesió fou una ferida per haver-se mossegat la llengua. Tot i l'accident, Armstrong afirmà que sense la LLRV i LLTV, els allunatges no haurien tingut èxit, ja que aportà als comandants una valuosa experiència en el comportament dels mòduls d'aterratge lunar.

#### Apollo 11
Després de servir com a comandant de reserva de l'Apollo 8, Slayton li va oferir el càrrec de comandant de l'Apollo 11 el 23 de desembre de 1968. En una reunió que no es va fer pública fins a la publicació de la biografia d'Armstrong el 2005, Slayton li va dir que encara que la tripulació s'havia planejat amb Armstrong com a comandant, Buzz Aldrin com a pilot del mòdul lunar i Michael Collins com a pilot del mòdul de comandament, se li oferí la possibilitat de reemplaçar Aldrin per Jim Lovell. Després de pensar-s'ho un dia, Armstrong preferí quedar-se amb Aldrin, ja que no tenia dificultats per treballar amb ell i pensava que Lovell mereixia el seu propi comandament. La substitució d'Aldrin per Lovell hauria fet Lovell el pilot del mòdul lunar, extraoficialment era el membre de menor rang, i Armstrong no podia justificar la col·locació de Lovell, comandant del Gemini 12, al número 3 de la tripulació.
El març de 1969, en una reunió entre Slayton, George Low, Bob Gilruth, i Chris Kraft determinaren que Armstrong seria la primera persona a la Lluna, en part perquè la gestió d'Armstrong a la NASA denotava que era una persona sense un gran ego. Una conferència de premsa celebrada el 14 abril 1969 va donar el disseny de la cabina del LM com a raó perquè Armstrong baixés primer: l'escotilla s'obria cap endins i cap a la dreta, el que feia difícil per al pilot del mòdul lunar, al costat dret, sortir en primer lloc. Slayton va afegir: "En segon lloc, només per raons de protocol, vaig pensar que el comandant hauria de ser el primer a sortir... Em va canviar tan aviat com vaig saber que tenia la línia de temps que va posar de manifest que. Bob Gilruth va aprovar la meva decisió". En el moment de la reunió, els quatre homes no sabien res sobre el tema. El primer coneixement de la reunió fora del petit grup va arribar quan Kraft va escriure la seva autobiografia, el 2001.

##### Viatge cap a la Lluna
La missió Apollo 11 va ser llançada des del Centre espacial John F. Kennedy, Florida el 16 de juliol del 1969. Durant el llançament el cor d'Armstrong va assolir una taxa màxima de 110 batecs per minut, va trobar la primera etapa molt sorollosa –molt més que el Gemini 8 amb la llançadora Titan II– i el CSM de l'Apolo era relativament àmplia en comparació amb el confinament de la càpsula Gemini. Aquesta capacitat de moviment se sospitava que era la causa de la malaltia d'espai que havia arribat el personal dels anteriors vols, però cap dels tripulants de l'Apollo 11 la va patir.
L'objectiu de l'Apollo 11 va ser allunar de manera segura en comptes d'aterrar amb precisió en un lloc particular. Durant el descens Armstrong va assenyalar que els cràters estaven passant uns dos segons abans d'hora, el que voldria dir que allunarien uns kilòmetres més enllà de la zona d'aterratge prevista. Quan Armstrong es va adonar que es dirigien cap a una zona d'aterratge que ell creia que no era segura, va prendre el control manual de l'LM, i va tractar de trobar una àrea que semblava més segura, el que va portar més temps del que s'esperava en la majoria de les simulacions. Per això, hi havia la preocupació del control de la missió que el LM es podria quedar sense combustible. Després d'aterrar, Aldrin i Armstrong creien que tenien al voltant de 40 segons de combustible. Durant l'entrenament, Armstrong havia aconseguit aterrar el LLTV amb menys de 15 segons per entrenar-ho en diverses ocasions, i també confiava que el LM podria resistir a una caiguda lliure de 50 peus (15 m) en cas de necessitat. Una anàlisi després de la missió va demostrar que en el moment de l'aterratge hi havia carburant per 45 a 50 segons més de vol.
L'aterratge a la superfície de la Lluna va succeir a les 20:17:39 UTC el 20 de juliol de 1969. Quan un sensor connectat a les potes del mòdul lunar prengué contacte, una llum del panell interior de la LM es va il·luminar Aldrin i va cridar: "Contactar amb la llum." Quan l'AM es va establir a la superfície, Aldrin va dir llavors: "Està bé. Parada del motor", i Armstrong, va dir, "Aturat". Les primeres paraules que Armstrong va dirigir de manera intencional al Control de Missió i al món des de la superfície lunar van ser: "Houston, aquí base Tranquil·litat. L'Eagle ha aterrat". Aldrin i Armstrong celebraren amb una encaixada de mans i un copet a l'esquena abans de tornar ràpidament a la llista de tasques necessàries per preparar el mòdul lunar per a l'enlairament des de la Lluna en cas d'emergència. Durant l'aterratge crític, l'únic missatge de Houston va ser "30 segons", és a dir, la quantitat de combustible que restava en els dipòsits de combustible. Quan Armstrong va confirmar l'allunatge, Houston expressà les seves preocupacions durant l'aterratge manual com "Tens tothom sense alè. Tornem a respirar".

##### Caminant per la lluna
Tot i que el pla de vol oficial de la NASA recomanava un període de descans de la tripulació abans de l'activitat extravehicular, Armstrong va demanar que l'EVA es fes a principis de la tarda, hora de Houston. Quan Armstrong i Aldrin van estar llestos per sortir a l'exterior, l'Eagle es despressuritzà, l'escotilla es va obrir i Armstrong va fer el seu camí per la primera escala.
A la part inferior de l'escala, Armstrong va dir: "Jo baixaré el LEM ara" (en referència al mòdul lunar Apollo). Després es va girar i va posar la seva bota esquerra a la superfície a les 02:56 UTC juliol 21, 1969. Llavors digué la famosa frase "That's one small step for [a] man, one giant leap for mankind" ("Això és un petit pas per [un] home, un salt gegantí per a la humanitat").
Armstrong s'havia decidit per aquesta declaració després d'una sèrie de pensaments que havia tingut després del llançament i durant les hores després de l'aterratge. La frase va aixecar controvèrsies per haver oblidat l'article indeterminat "a", cosa que provocava una redundància en la frase. Armstrong va dir posteriorment que esperava "que la història em concedeixi la llibertat d'oblidar la síl·laba i entendre que la intenció era certa, encara que no es digués, tot i que bé podria haver-se dit."
Des de llavors s'ha afirmat que l'anàlisi acústica de la gravació revela la presència de la desapareguda "a", una anàlisi d'àudio digital duta a terme per Peter Shannen Ford, un programador d'ordinadors amb seu a Austràlia, afirma que Armstrong, de fet, digué "a man", però fou inaudible a causa de les limitacions de la tecnologia de comunicacions de l'època. Ford i James R. Hansen, el biògraf autoritzat d'Armstrong, que es presenten aquests resultats per Armstrong i els representants de la NASA, que va portar a terme la seva pròpia anàlisi. L'article de Ford, però, es va publicar al blog web propi de Ford en lloc d'una revista revisada per parells científics i lingüistes David Beaver i Mark Liberman en el registre del llenguatge es van mostrar escèptics de les reclamacions de Ford. Armstrong ha expressat la seva preferència per escrit que les cites són de la "a" entre parèntesis.

##### Retorn a la terra
La tripulació de l'Apollo 11 va retornar a la Terra el 24 de juliol del 1969 aconseguint el reconeixement mundial per la seva fita.

## Després de la Lluna
Els tres astronautes de l'Apollo 11 van ser honorats amb una desfilada a la ciutat de Nova York poc després del seu retorn. Armstrong va rebre la Medalla de la Llibertat, la distinció més important rebuda per un civil dels Estats Units. Altres distincions aconseguides per Armstrong en finalitzar la seva missió inclouen la Medalla a la Distinció per Servei de la NASA, la Medalla al Servei Excepcional de la NASA, la Medalla d'Honor del Congrés Espacial i disset medalles més concedides per altres països.
Cap a principis de la dècada del 1970, Armstrong va accedir al càrrec de vicepresident administrador associat per a la divisió d'Aeronàutica de les Oficines Centrals de la NASA, a Washington, DC. En aquest lloc va ser responsable de la coordinació i administració del treball de recerca i tecnologia de la NASA relacionat amb l'aeronàutica.
Després d'abandonar la NASA el 1971, va començar el seu treball com a professor en Enginyeria Aeroespacial a la Universitat de Cincinnati, des de 1971 fins a 1979. Durant els anys 1982-1992, Armstrong va ser president del Computing Technologies for Aviation, Inc, a Charlottesville, Virgínia. Després d'aquests càrrecs, Armstrong es va convertir en president de la junta directiva d'Ail Systems, Inc, una companyia de sistemes electrònics a Deer Park, Nova York.
De caràcter introvertit, Neil Armstrong ha estat el més evasiu dels membres de la tripulació de l'Apollo 11, tot i que donava conferències sobre el futur dels vols espacials i apareixia públicament quan es commemora algun aniversari del viatge a la Lluna. Morí el 25 d'agost del 2012 a Cincinnati, Ohio per problemes cardíacs

## Curiositats
- Quan Armstrong va trepitjar la Lluna va dir la famosa frase: That's one small step for a man, one giant leap for mankind (És un petit pas per un home, però un gran salt per la humanitat).
- Al passeig de la Fama de Hollywood, Armstrong i els seus companys de tripulació van rebre una estrella "rodona" especial.
- El maig del 2005, Neil Armstrong es va veure involucrat en una inusual batalla legal amb el barber Marx Sizemore. Després de tallar-li els cabells, Sizemor va vendre'n una part a un col·leccionista per la suma de 3.000 dòlars americans, sense el consentiment del mateix Armstrong. Armstrong va denunciar el barber i el va instar a retornar els cabells o entregar els beneficis a una obra de caritat.
- Hi ha un petit cràter a la lluna que porta el nom d'Armstrong, en honor seu, prop del lloc d'allunatge de l'Apollo 11.
- Hi ha la falsa creença en alguns països àrabs que Neil Armstrong es va convertir a l'islam després de caminar damunt la Lluna.